# Panamericanisme
El panamericanisme o integració americana és el moviment diplomàtic, polític, econòmic i social americà que busca crear, fomentar i ordenar les relacions, l'associació i la cooperació entre els països americans en diversos àmbits d'interès que tenen en comú.

## Evolució del panamericanisme
Si bé inicialment el propòsit de liberalitzar l'intercanvi comercial no es va donar, sí que es va estendre la col·laboració en diverses àrees com la salut (Organització Panamericana de la Salut), la geografia i la història (Institut Panamericà de Geografia i Història), els drets de la infància (Institut Panamericà de Protecció a la Infància), els drets de la dona (Comissió Interamericana de Dones), les polítiques indígenes (Institut Indigenista Interamericà), l'agricultura (Institut Interamericà de Ciències Agrícoles), la defensa continental col·lectiva (Tractat Interamericà d'Assistència Recíproca), l'ajuda econòmica (Banc Interamericà de Desenvolupament) i esportiva (Organització Esportiva Panamericana), entre d'altres.
A més, es van establir una sèrie d'acords diplomàtics i polítics en les relacions entre els països, com en el cas del petroli, que no sempre han estat respectats o complerts: l'arbitratge entre les parts, la solució pacífica dels conflictes, la no intervenció, igualtat dels estats en els organismes que integren i entre les seves relacions, decisions preses mitjançant resolucions aprovades per la majoria. També es va reconèixer l'asil diplomàtic, es va redactar el Codi Bustamente (o Codi de Dret Internacional Privat), es va crear el sistema interamericà de drets humans (Declaració Americana dels Drets i Deures de l'Home, Convenció Americana sobre Drets Humans, juntament amb els seus protocols i convencions associades, i Carta Democràtica Interamericana).
Un de les fites del Panamericanisme és l'Organització dels Estats Americans (OEA). Aquest organisme regional té com a fi la integració, la cooperació bilateral, el desenvolupament sostenible en diverses àrees com energia, medi ambient i salut, i la promoció de la democràcia, la pau i la igualtat de drets per als ciutadans en cadascuna de les Repúbliques i monarquies del continent. L'OEA és el principal organisme regional d'Amèrica.

## Problemes del panamericanisme
Hi ha certa controvèrsia al voltant de la postura panamericanista, atès que s'oposa a les invasions i intervencions econòmiques i militars exercides pels Estats Units d'Amèrica a l'àrea del Carib i Centreamèrica. Això succeix perquè aquestes intervencions estan determinades pels interessos de política exterior dels EUA i són reforçades pels Corol·laris de Theodore Roosevelt (1904) a la Doctrina Monroe. Ambdues polítiques veuen Llatinoamèrica com un territori d'explotació per satisfer els seus interessos comercials.
Més tard, els EUA es van alinear amb el panamericanisme amb la política del bon veí de Franklin Delano Roosevelt (1933) i el 1940 es va crear l'oficina del Coordinador d'Afers Interamericans.
A partir del 1945 i amb la Guerra Freda, els EUA consideren una amenaça la instauració de règims comunistes o massa reformistes a l'Amèrica Llatina, per la qual cosa decideixen intervenir, tot i que d'una forma menys directa que en altres ocasions.
Així doncs, podríem dir que l'interès dels Estats Units difereix de l'interès que la majoria de països llatinoamericans tenen en el panamericanisme. És per això que la fraternitat entre països llatinoamericans sol ser més forta, experimentant així un sentiment de llatinoamericanisme.
Les següents són les invasions i intervencions que han realitzat els EUA:

### Argentina
1831: El 28 de desembre, enarborant bandera francesa, la corbeta Lexington va arribar a Port Soledad. Un contingent va desembarcar i va destruir l'assentament, fent presoners la majoria dels seus habitants.
1852-1853: Infants de marina (o marines) s'instal·len a Buenos Aires per protegir els interessos dels EUA en una revolució.

### Canadà
1775-1776: En el curs de la Guerra d'Independència dels Estats Units.

### Xile
1891: Intervenció de forces navals després de la mort de dues guàrdies marines nord-americanes del creuer USS Baltimore en una baralla a la sortida d'una cantina de Valparaíso. Estats Units va amenaçar a Xile amb la guerra si el govern xilè no obeïa un ultimàtum i acceptava les condicions imposades, contràries al que els tribunals de justícia xilens havien determinat.

### Cuba
1898-1902: En la Guerra de Cuba, després de la victòria nord-americana, es construí una base militar a Guantánamo com a recompensa als EUA per l'alliberament de la tutela espanyola de Cuba, després de l'ocupació nord-americana al final del procés d'independència de Cuba (1895-1898), quan Cuba estava a les portes de la seva emancipació per mitjans propis.
Estats Units imposa la possibilitat d'inversions financeres i un dret d'ingerència en els afers interiors de Cuba mitjançant l'Esmena Platt. Els EUA s'annexionen les antigues colònies espanyoles de Puerto Rico, Cuba, Filipines i Guam, i hi ha l'ocupació de les Illes Wake a Oceania.

### Granada
1983: Invasió per donar suport al nou govern que havia enderrocat el primer ministre pro cubà Maurice Bishop.

### Guatemala
1960: Bombardejos.
1967-1969: Bombardejos.

### Haití
1915: Ocupació nord-americana d'Haití (1915-1934).
1994: Intervenció per instal·lar el president Jean-Bertrand Aristide, escollit democràticament.
2004: Els Estats Units, en una intervenció militar i amb l'ajut de França, Xile, i Regne Unit, deposen el president haitià Jean-Bertrand Aristide del poder en el marc de l'operació MINUSTAH.

### Mèxic
1846-1848: Guerra de Mèxic-Estats Units: els Estats Units annexionen la meitat del territori mexicà. Aquest territori ara està repartit entre els estats de Texas, Califòrnia, Nevada, Utah, Arizona, Nou Mèxic i una part de Colorado, Kansas, Oklahoma i Wyoming.
1914: Durant la Revolució Mexicana, el 21 d'abril, en resposta a la detenció d'uns mariners borratxos en el port mexicà de Tampico, l'armada envaeix el port de Veracruz, massacrant la població civil i duent a terme l'ocupació de Veracruz.
1917: Expedició punitiva contra Francisco Villa: durant la Revolució Mexicana, el president nord-americà Woodrow Wilson va enviar tropes a Mèxic, encapçalades pel general "Black Jack" Pershing (el mateix que comandaria les forces nord-americanes en la Primera Guerra Mundial) per capturar el líder revolucionari Pancho Villa, que havia atacat una localitat nord-americana. L'expedició fracassa i Francisco Villa en surt il·lès.

### Nicaragua
1853: Protecció dels ciutadans i dels interessos nord-americans durant trastorns polítics.
1854: Invasió naval en represàlies a una ofensa feta al representant nord-americà a Nicaragua. Destrucció de la ciutat de Greytown (Sant Joan del Nord).
1894: Intervenció a Bluefields amb la finalitat de protegir els interessos dels Estats Units en resposta a una revolució.
1926: La guerrilla d'Augusto César Sandino va contribuir a la sortida de les tropes d'ocupació nord-americanes.

### Panamà
1964: En represàlia pels successos del 9 de gener per disputes sobre la sobirania del Canal de Panamà.
1989: Invasió per enderrocar al general Manuel Noriega.

### República Dominicana
1916: Ocupació nord-americana de la República Dominicana (1916-1924).
1965: Durant la Guerra Civil Dominicana, la intervenció va ser posteriorment recolzada per l'OEA, tot i que les forces d'intervenció nord-americana al país, van ser molt més nombroses que les proporcionades per l'OEA (42.420 tropes nord-americanes). Va haver-hi al voltant de 3000 morts.

### Uruguai
1855 (Del 25 al 29 de novembre): Forces navals nord-americanes i europees desembarquen per protegir interessos dels seus connacionals durant una revolució a Montevideo.
1858 (Del 2 al 27 de gener): Les forces de dos vaixells de guerra dels Estats Units desembarquen per protegir els bens nord-americans a Montevideo.3
1868: La marina protegeix residents estrangers i força la duana durant una insurrecció a Montevideo.

## Algunes fites del panamericanisme d'arrel hispanoamericana
- El 2 de maig de 1801, Francisco de Miranda publicava a Londres els Plans de Govern que havia preparat l'any 1790, en què recollia el pla de govern per a Hispanoamèrica després que s'independitzés de les metròpolis.
- A la ciutat mexicana de Guadalajara, Miguel Hidalgo y Costilla feia pública al desembre de 1810 els Bandos sobre tierras y esclavos, en què abolia l'esclavitud i el tribut indígena.
- L'agost de 1810, a les Províncies Unides del Riu de la Plata, Mariano Moreno entregava el seu treball, encarregat per la Junta de Govern provisional per "consolidar una gran obra de la nostra llibertat i independència. Hi ha divergències sobre l'autenticitat del document.
- Simón Bolívar, des de Kingston (Jamaica), el 6 de setembre de 1815, escrivia la Carta de Jamaica, en què s'exposen les causes i arguments que justifiquen la independència dels territoris espanyols d'Amèrica, així com la seva posterior unitat. En aquest document, es troben les bases de la doctrina bolivariana, que es resumeix en la màxima unitat i independència.
- A setembre de 1815, José Artigas publica el Reglamento de tierras, en què es reparteixen les terres abandonades i s'estableix un ordre que permet restaurar la producció ramadera.
- Bernardo de Monteagudo escriu les seves idees sobre la necessitat de construir una federació general entre els estats hispanoamericans i de planejar conjuntament la seva organització.
- A Guatemala i a l'ombra de la constitució espanyola de 1812, José Cecilio del Valle publica el diari El Amigo de la Patria, la línia editorial del qual defensava els principis del liberalisme i els drets d'Hispanoamèrica a la independència. Uns anys més tard, al 1822, publica un text titulat Soñaba el abad; y yo también sé soñar, on defensa el seu ideari independentista unificador, coincidint amb Bolívar i de Monteagudo.
- El 7 de desembre de 1824, Simón Bolívar convoca els governs de Mèxic, Riu de la Plata, Xile i Guatemala en el Congrés de Panamà. Dos anys més tard, l'Assemblea de les Amèriques del Congrés de Panamà aprova el Tractat d'unió, lliga i confederació perpètua.
- José Martí Pérez, d'origen valencià, publica l'article Nuestra América a la Revista Il·lustrada de Nova York, el 10 de gener de 1891.
- Al 1918, es produeix a Córdoba (Argentina), la reforma universitària, que diu així:

Homes d'una república lliure, acabem de trencar l'última cadena que, en ple segle xx, ens lligava a l'antic domini monàrquic i monàstic. Hem decidit anomenar les coses pel seu nom. Córdoba es redimeix. D'ara en endavant, el país compta amb una vergonya menys i una llibertat menys. Els dolors que resten són les llibertats que manquen. Creiem no equivocar-nos, el cor ens ho adverteix: estem trepitjant sobre una revolució, estem vivint una hora americana...

- El 20 de març de 1929, Augusto César Sandino, general de Hombres Libres, presenta als governs dels 21 estats Hispanoamericans el Pla de realització del suprem somni de Bolívar.